# Jalmari
Jalmari [ˈjɑl.mɑ.ri] ist ein finnischer männlicher Vorname.

## Herkunft und Bedeutung
Jalmari ist die finnische Variante des alten nordgermanischen Vornamens Hjalmar, der seinerseits wohl „helmtragender Krieger“ bedeutet (aus altnordisch hjalmr „Helm, Schutz“ + her „Krieger, Heer“).

## Verbreitung
Der Name erfreut sich in Finnland seit dem 19. Jahrhundert ungebrochener Beliebtheit. Insbesondere zu Beginn des 20. Jahrhunderts wurde er häufiger vergeben, ist aber auch heute noch recht üblich: So wurden in den Jahren 1900–1919 insgesamt 7.424 Jungen auf diesen Namen getauft, in den Jahren 2000–2019 wurde der Name immerhin noch 3.945 Mal vergeben (wobei zu bedenken ist, dass sich die Bevölkerung Finnlands in der Zwischenzeit auf rund 5,5 Millionen Einwohner verdoppelt hat).
In Schweden, wohin seit der zweiten Hälfte des 20. Jahrhunderts zahlreiche Finnen ausgewandert sind, lebten mit Stand 31. Dezember 2021 in Schweden 249 Männer mit Namen Jalmari, deren Durchschnittsalter 58,6 Jahre betrug.

## Varianten
Jari ist eine Kurzform des Namens, den der Schriftsteller Jalmari Finne (1874–1938) im Jahre 1937 eigens für eines seiner Patenkinder erdachte.

## Namensträger
- Jalmari Eskola (1886–1958), finnischer Leichtathlet, Silbermedaillengewinner der Olympischen Spiele 1912
- Jalmari Kivenheimo (1889–1994), finnischer Kunstturner
- Jalmari Sauli (1889–1957), finnischer Leichtathlet und Schriftsteller

Zwischenname
- Kaarlo Johan Jalmari Anttila (1887–1975), finnischer Ringer
- Yrjö Jalmari Hietanen (1927–2011), finnischer Kanute und Olympiasieger
- Riku Jalmari Illukka (* 1999), finnischer Leichtathlet
- Ossi Jalmari Karttunen (* 1948), finnischer Sprinter
- Hugo Jalmari Lahtinen (1891–1977), finnischer Leichtathlet
- Masi Jalmari Marjamäki (* 1985), finnischer Eishockeyspieler
- Kaarlo Jalmari Tuominen (1908–2006), finnischer Hindernisläufer